# سحب البلاطة
سحب البلاطة أو السحب الشريحي (بالإنجليزية: Slab pull)‏، هي جزء من حركة الصفيحة التكتونية التي يمكن حسابها عن طريق الاندساس. تقوم عن طريق عمل تيارات الحمل الحراري التنازلي في الوشاح (الجزء شبه السائل من الغلاف الأرضي) على سحب الصفيحة إلى الأسفل وتكوين خنادق المحيطات. وتساهم حركات التلال في الصدوع فقط من 5 إلى 10٪.
العلماء استطاعوا تحديد قوة سحب البلاطة عن طريق المعادلة التالية :
{\displaystyle F_{sp}=K\times \Delta \rho \times L\times {\sqrt {A}}}
حيث أن :
 K  هي 4.2g (تسارع الجاذبية = 9.81 م / ثانية  2 ).
Δρ يساوي 80 كغ/م3 وهو متوسط فرق الكثافة بين البلاطة والغلاف الموري المحيط بها؛
 L  هو طول اللوح المحسوب فقط للجزء فوق 670 كم (الحد العلوي / السفلي من الوشاح) ؛
 A  هو عمر البلاطة بالسنوات في القاع.